# Kaïd Ahmed
Dans ce nom, le nom de famille précède le nom personnel.
 (juillet 2023).
Si vous disposez d'ouvrages ou d'articles de référence ou si vous connaissez des sites web de qualité traitant du thème abordé ici, merci de compléter l'article en donnant les références utiles à sa vérifiabilité et en les liant à la section « Notes et références ».
Ahmed Kaïd, souvent appelé Kaïd Ahmed, est également connu sous son nom de guerre de Commandant Slimane ou Si Slimane, né le 17 mars 1921 à Tiaret et mort le 5 mars 1978 à Rabat (Maroc), est un indépendantiste et homme politique algérien, membre du FLN.
Venant d’une famille de petits propriétaires terriens installés dans Sidi Belgacem. Sidi Belgacem est situé dans la ville de Tagdemt non loin de Mina et sur les terres de l'ancienne capitale de l'Emir Abdelkader. Son père, un ancien garde communal, a été torturé et assassiné par l'armée française en 1957 à Mostaganem.
Après avoir accompli son service militaire durant la seconde guerre mondiale, il rejoint l'UDMA et deviendra conseiller municipal de Tiaret de 1951 à 1954.
Il ne rejoint le FLN qu'en 1956, il sera l'adjoint de Houari Boumédiène à partir de 1958.
En 1962, il devient sous-ministre du Tourisme et de gouvernement de la première République démocratique populaire d'Algérie, il a quitté en 1964 après un « brouillage » avec le président Ben Bella. Le 19 juin 1965, il est retourné en tant que membre du Conseil de la Révolution et ministre des Finances, plus de quatre ans, il fait des efforts considérables pour organiser des institutions financières du pays, de planifier et lancer des plans de développement initial ainsi que les premiers plans spéciaux Wilaya. En 1969, il a été nommé chef du parti du FLN jusqu'en 1974, quand il était en désaccord avec le président Boumediène concernant la mise en œuvre de la Révolution agraire et de l'injustice que cela créerait. Il a quitté l'Algérie pour des raisons de sécurité et s'installe en France et plus tard au Maroc, où il mourut le 5 mars 1978 à Rabat d'une crise cardiaque, il a été rapatrié et enterré à Tiaret.[réf. nécessaire]

## Fonctions
- 1963-1964, Ministre du tourisme.
- 1965-1968, Ministre des Finances et du plan.
- 1967-1974, Responsable de l'Appareil du Parti du FLN (En l'absence de SG).